# Caliscelis bolivari
Caliscelis bolivari är en insektsart som beskrevs av Géza Horváth 1904. Caliscelis bolivari ingår i släktet Caliscelis och familjen Caliscelidae.
Artens utbredningsområde är Spanien. Inga underarter finns listade i Catalogue of Life.